# Restauration des terrains en montagne

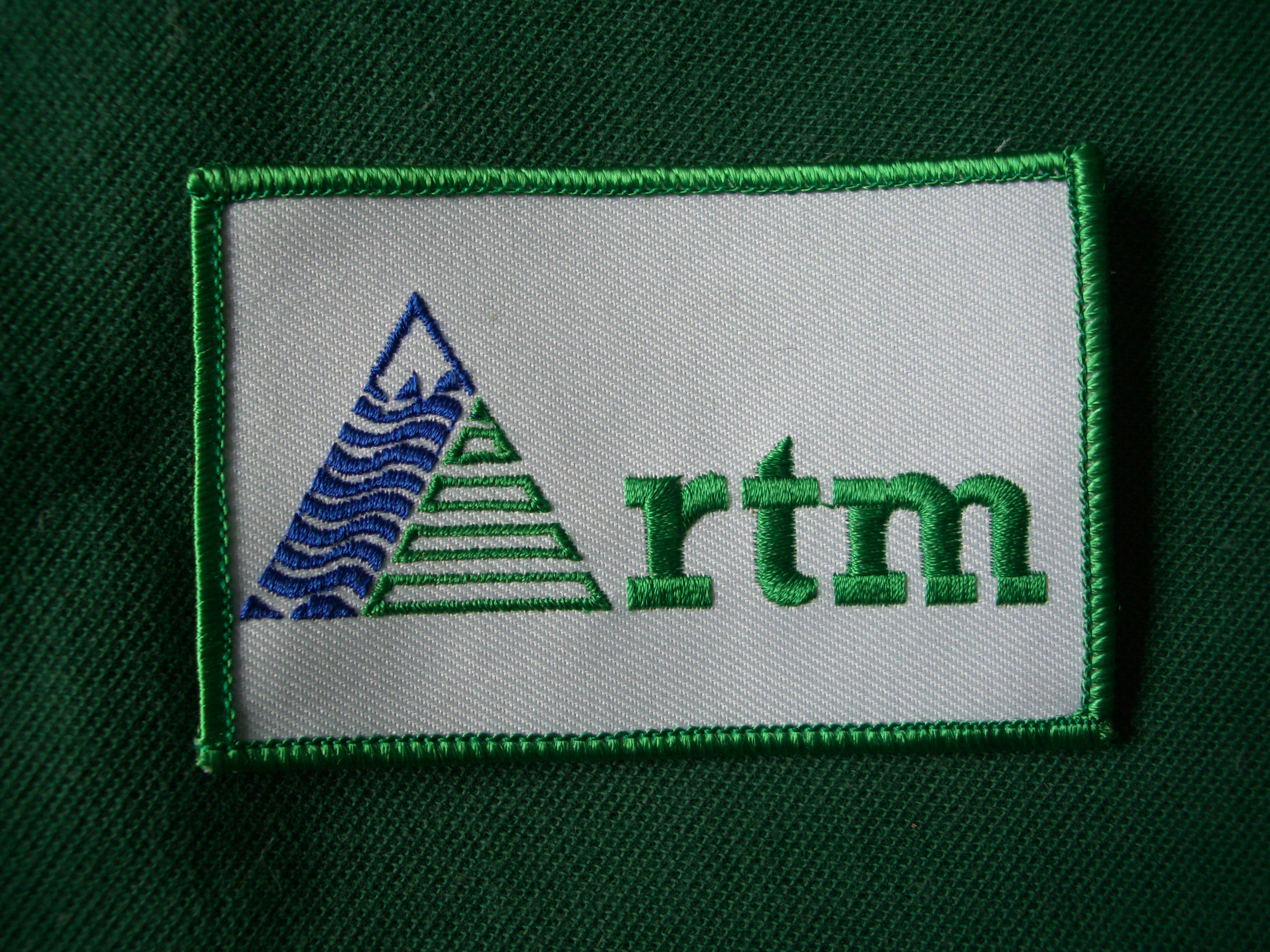
Écusson du service RTM de l'Office national des forêts (France).

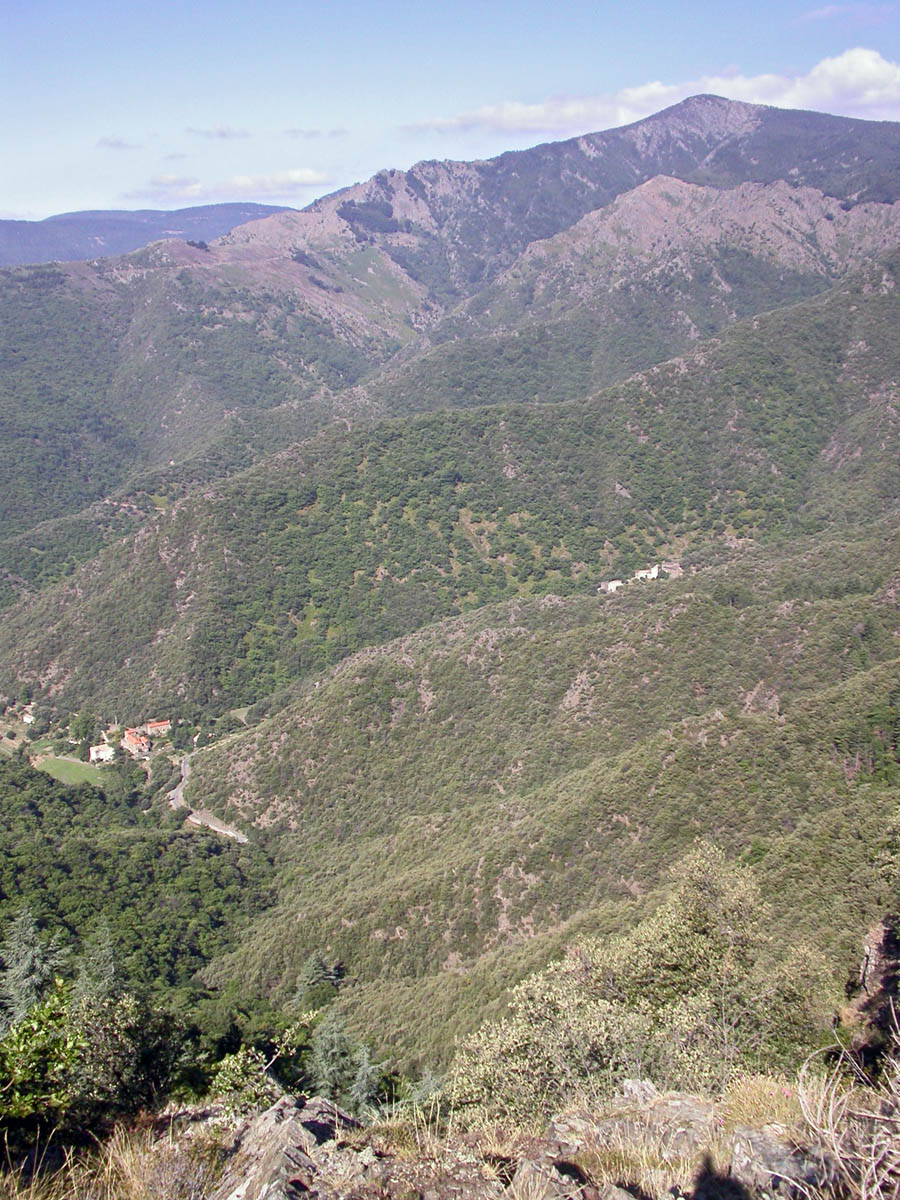
Le mont Aigoual a fait l'objet d'un important plan de reboisement dès le XIXe siècle.

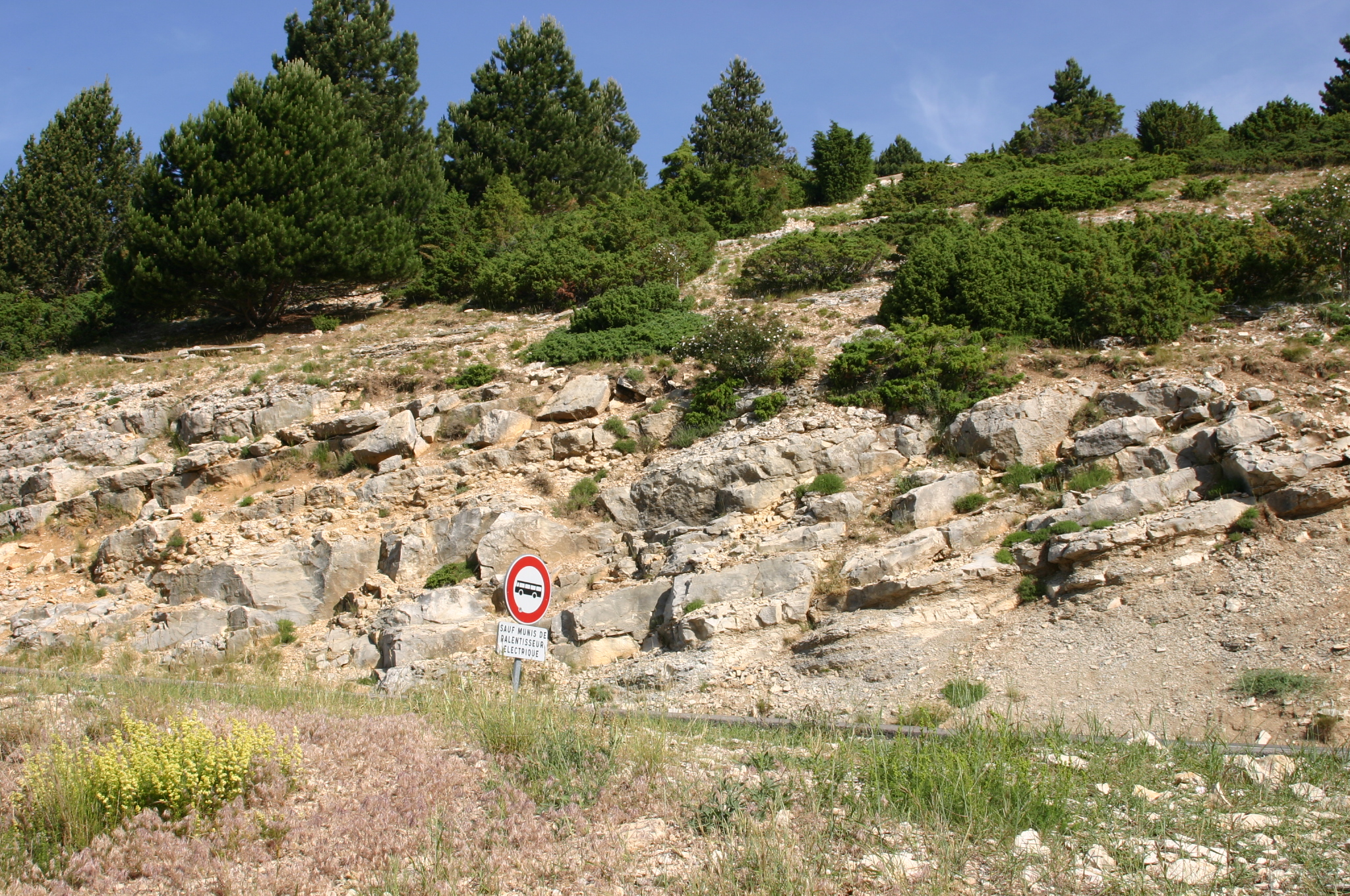
Recolonisation du mont Ventoux par les arbres, à partir de la forêt réimplantée au XIXe siècle.

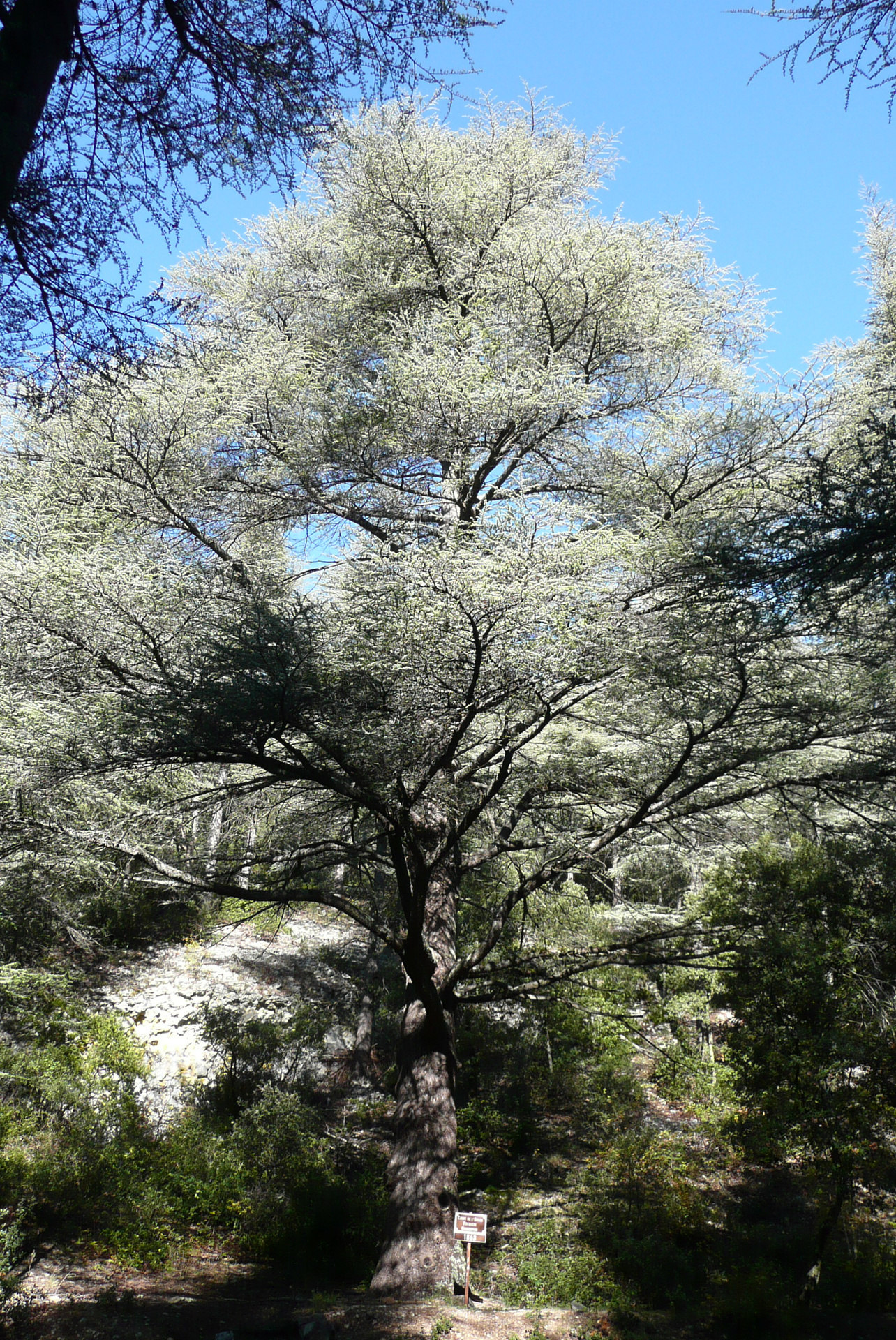
Cèdre de l'Atlas (Cedrus libani var. atlantica 'Glauca') utilisé lors de la première génération (1863) de reboisement des flancs du mont Ventoux par Bédoin. La biodiversité et en particulier son autochtonie n'était pas alors une préoccupation centrale du programme, mais quelques essences plus locales ont aussi été réintroduites.

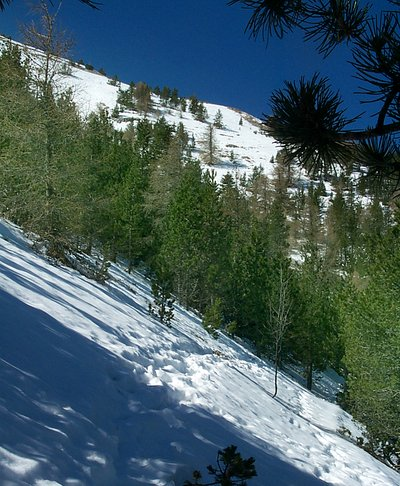
En hiver, le reboisement maintient la neige en place et facilite l'infiltration et la rétention de l'eau au printemps, au profit du niveau des sources qui remonte.

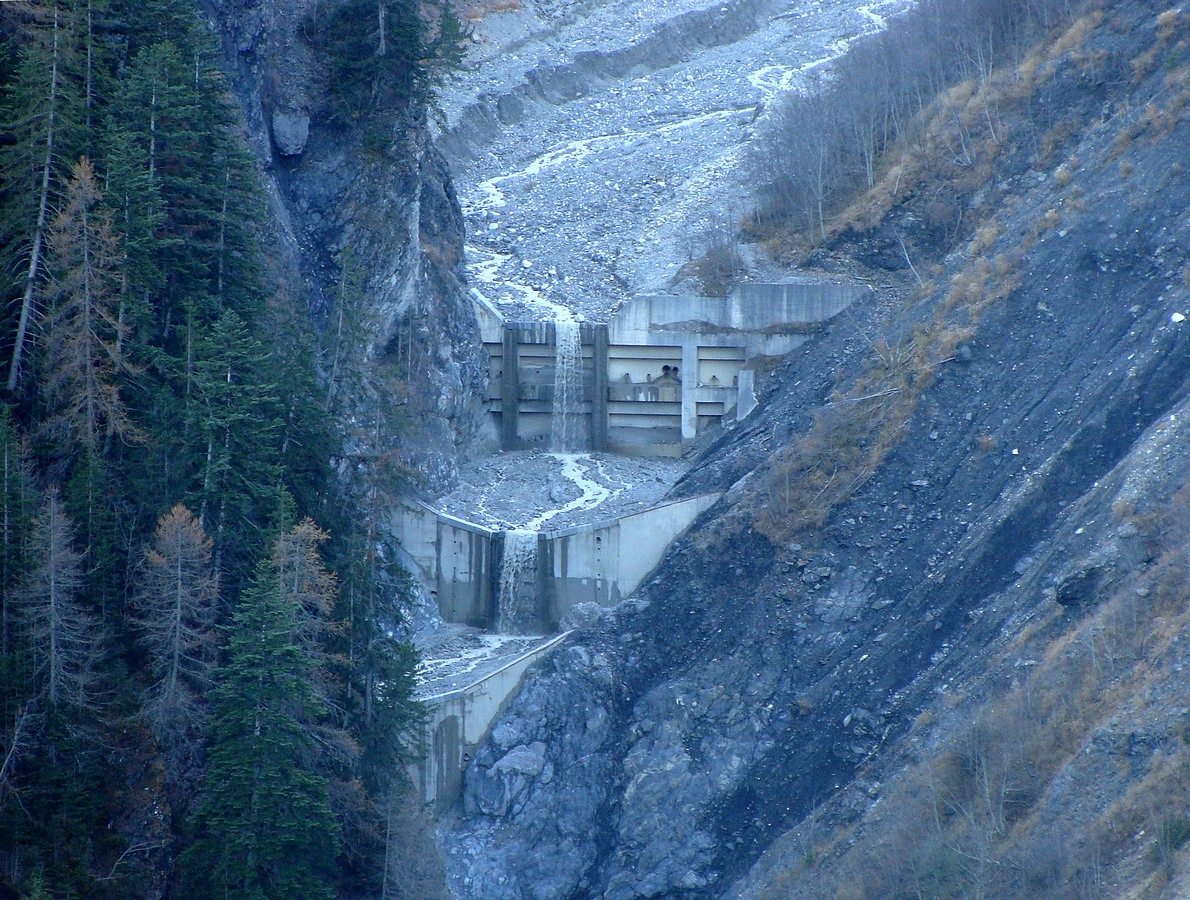
Barrages de correction torrentielle sur le torrent de Bragousse : ils retiennent les matériaux (phénomène d'atterrissement des barrages), stabilisent les pieds de berges et le lit du torrent, ce qui permet une fixation durable de la végétation de berge contribuant à la restauration des terrains en montagne.

En France, la « restauration des terrains en montagne » (RTM) est une opération de stabilisation et de restauration des sols de pentes. Elle fait appel en raison du contexte et des risques particuliers à des techniques de génie civil, de génie végétal et de génie écologique spécialisées, adaptées à différents contextes (fortes pentes, climat froid, tempéré, chaud ou tropical).
Le service du même nom chargé de la mise en œuvre de ces opérations est créé au XIXe siècle au sein de l’administration des Eaux et Forêts, et existe encore au début du XXIe siècle au sein de l'Office national des forêts (ONF).

## Principes et objectifs
La RTM s'appuie sur deux hypothèses :
1. Le recul de la flore (forêt, puis strate herbacée à une altitude plus élevée) cause une aggravation (par rapport à la normale) de la gravité et de la fréquence d'aléas tels que les inondations, glissements de terrain, coulées de boue, érosion, turbidité de l'eau ;
2. La renaturation (reboisement, réengazonnement, restauration de l'humus) est un moyen efficace de diminuer ce risque et après un certain temps de retrouver une situation normale.

Cette double hypothèse a des racines anciennes, puisque dès 360 av. J.-C., Platon écrivait dans le Critias à propos du passé légendaire de l’Attique :  

« Mais dans l’état primitif du pays, ses montagnes étaient de hautes collines couvertes de sol, et les plaines de Phelleus, telles que nous les appelons, étaient couvertes de terre riche, et il y avait abondance de bois dans les montagnes [...]. De plus, la terre récoltait les bénéfices de la pluie annuelle, elle ne la perdait pas comme aujourd’hui en la laissant ruisseler sur le sol nu et rejoindre la mer. Il y avait de l'eau partout en abondance, la terre la recevait en son sein et la conservait dans le sol argileux, relâchant dans des creux les rivières qu’elle avait absorbée des hauteurs, fournissant partout d’abondantes fontaines et rivières [...] »

— Platon, Critias[réf. incomplète]
Plus de 300 ans après, Pline fait aussi un lien entre le sol et l'eau :

« Souvent, après que l’on ait coupé des bois, naissent des sources que les arbres consommaient pour leur nourriture : par exemple, sur le mont Himus, lorsque Cassandre assiégeait les Gaulois qui coupèrent une forêt pour se faire un retranchement. Souvent, en abattant les bois qui couvraient une colline, et qui retenaient les nuages et s’en alimentaient, on a vu se former des torrents désastreux »

— Pline, XXXI, 30[réf. incomplète]
En France, les thèmes de l'eau et de la forêt semblent depuis longtemps intriqués via la « maîtrises des Eaux et Forêts » qui aurait été créée par Philippe le Bel (ordonnance d'août 1291, définissant le rôle des maîtres des Eaux et Forêts) ou plus tôt en 1219 par une ordonnance de Philippe-Auguste, même si derrière les mots eaux et forêt il faut peut être voir aussi pêches et chasses royales, dont les recettes cumulées apportaient aux XIIIe et XIVe siècles jusqu’à un quart du budget de la royauté (Collectif, 1987)[réf. incomplète]. Selon Plaisance (1979) il y avait sous Charlemagne des forestarii surtout chargés surtout des réserves de chasse et de pêche de l'empereur. Selon Kittredge, Christophe Colomb aurait estimé que la moindre pluviométrie des Açores par rapport aux « Indes Orientales » était due à sa déforestation. Kittredge cite de nombreuses autres observations ou suppositions anciennes, faites en Italie, au Japon, en Hollande, au Danemark en Allemagne concluant à un lien entre le déboisement et l'érosion des sols pentus et les crues. De l'époque de la révolution au tout début du XIXe siècle, Rougier de la Bergerie réunit de très nombreux témoignages de préfets de départements et divers ingénieurs qui rapportent l'importance des dégâts induits par les défrichement ou le pâturage excessif sur les pentes et l'érosion qui s'ensuit. Il propose des mesures fiscales pour inciter au boisement des hauteurs du bassin versant français de la Méditerranée. En France, cette hypothèse a par exemple été développée en 1793 par Nicolas Brémontier à propos des dunes, puis en 1841 à propos des torrents alpins par Alexandre Charles Surell, puis en 1853 et en 1854 par Eugène Belgrand,,, puis avec une analyse et des questions scientifiques plus approfondies par Becquerel en 1853, puis 1865. Avec un style plus littéraire, Bernardin de Saint-Pierre  estime que « si on plantoit en France des arbres de montagne sur les hauteurs et à la source de nos rivières, on leur rendroit leur ancien volume d’eau, et on feroit reparoître dans nos campagnes beaucoup de ruisseaux qui n’y coulent plus du tout ». V. Andréassian oppose (pour la période des reboisements du XIXe siècle notamment) un « parti des forestiers » (qui serait le parti de ceux qui estiment que grâce à la forêt la pluie s'infiltre mieux vers les nappes et qu'il faut donc restaurer la forêt) à un « parti des ingénieurs » (selon lequel la forêt serait plutôt présente là où il pleut suffisamment, et selon lequel les travaux de terrassements, endiguement, canalisation, seraient préférables au boisement pour gérer le risque d'aléas liés à l'eau).
Pour protéger les habitants, la ressource en eau et la possibilité de cultiver ou durablement exploiter la ressource en bois, gibier, etc. la RTM vise à limiter à leur origine, c'est-à-dire dès le haut du bassin versant et le long des cours d'eau, les dégâts de l'érosion et du ruissellement là où à la suite des défrichements la forêt ou les herbages ont reculé. L'effort de renaturation doit être adapté au contexte. Ce contexte peut être celui d'une déforestation totale, d'une disparition du tapis herbacé d'altitude ou des situations en taches de défrichements plus ou moins intenses, accompagnés ou non de coulées de boue, de glissements de terrain et/ou d'incendies successifs qui détruisent les sols et leur capacité de rétention de l'eau et de fixation des particules, graviers, sables, cailloux, etc. Pour cela, la RTM cherche d'abord à restaurer un couvert végétal pérenne (capable de s'auto-entretenir) et de fixer le sol par son tissu racinaire. Il s'agit aussi de peu à peu restaurer la couche d'humus.

## Difficultés, limites
L'histoire a montré que les difficultés sont d'une part technique (il faut du temps, des moyens et des savoirs et savoir-faire techniques), et d'autre part sociopsychologiques. Au XIXe siècle, ce sont notamment les habitants, agriculteurs et riverains ou usagers (bergers, éleveurs, élus locaux) qui se sont le plus opposés à la restauration du couvert boisé, même quand ils étaient victimes des dégâts induits par la disparition de la strate arborée. La RTM n'a pu se faire en France qu'avec une importante « évolution des contextes sociaux et politiques entre le Second Empire et la IIIe République et souligne la diversité des conceptions de l'aménagement chez les forestiers ». Certains projets trop basés sur une culture technique peuvent échouer si la population n'a pas été convaincue de l'utilité du reboisement, notamment dans le cas de transferts de méthodes et techniques dans un contexte socioécologique très différent, par exemple pour le transfert des techniques de RTM développées en France au XIXe siècle vers Haïti au XXe siècle.

## Au Japon
En raison du risque élevé de tremblements de terre, les montagnes sont souvent interdites à l'agriculture, et les routes et communautés situées dans les vallées sont protégées par de nombreuses forêts de protection, dont certaines plantées avec de méthodes dites de génie végétal notamment promues par Akira Miyawaki.

## En France
Dans les montagnes, zones de grande ruralité vivant en autarcie, l'agrosylvopastoralisme (déboisement en bas pour la culture des céréales, déboisement en haut pour les alpages) fait partie des grands facteurs de déboisement qui ont provoqué une mise à nue progressive de la roche, notamment par la mise en culture, le surpâturage des ovins et la coupe de bois pour le chauffage. « Ces pratiques se sont étendues du XIIIe siècle à la fin du XIXe siècle, époque à laquelle les déboisements atteignent leur paroxysme ». La croissance démographique à cette époque se traduit par une relance des défrichements afin de conquérir de nouvelles terres arables et de nouveaux pâturages pour répondre à l'accroissement de la population et par conséquent des besoins alimentaires. Les plaines étant déjà presque totalement défrichées au XVIIIe siècle, la pression d'essartage se porte sur les flancs de montagnes et les dernières forêts. Après la Révolution française, le partage des biens nationaux et des biens communaux livre à la cognée et au feu des boisements alors épargnés.
Malgré les alertes lancées de tous les départements par l'administration des eaux et forêts et par les préfets, l’État ne parvient qu'à freiner le déboisement.
Une crise touche les régions de montagne et les régions situées à leur aval, devenues réceptacle d'inondations de plus en plus graves et fréquentes, qui charrient des boues et sédiments caillouteux jusque dans les deltas et estuaires.
Des années 1790 au début des années 1800, les préfets, certains élus et l'administration forestière arrivent peu à peu à convaincre les gouvernements et la population de l'urgente nécessité de reboiser les terrains de montagne pour enrayer le cercle vicieux de la déforestation et des perturbations hydrauliques, microclimatiques et agricoles.
Au XIXe siècle, la législation se durcit : sous le Second Empire, la loi du 28 juillet 1860 sur le reboisement en montagne permet d'imposer le reboisement, sur la base d'un simple décret déclarant l'utilité publique à la constitution d'un périmètre de reboisement défini selon « l'état du sol et les dangers qui en résultent pour les terrains inférieurs ».
De 1860 à 1880, la France engage ainsi avec l'Administration des Eaux et Forêts une politique très volontaire de restauration des terrains en montagne (en abrégé RTM) pour contrer et réparer les effets désastreux des défrichements, d'écobuages excessifs voire de totale déforestation sur l'érosion des sols en montagne.
Cependant cette loi a été votée dans un contexte politique autoritaire de montée du capitalisme français et de développement de l'industrie et de la finance. Le gouvernement contrôle alors son opposition politique, après avoir « maté les révoltes paysannes de 1852 ». Dans le même temps, les grandes villes sont remaniées, les voies ferrées couvrent le pays et le drainage et le boisement se développent à grande échelle (Landes de Gascogne, Sologne, Champagne). Des subventions importantes sont prévues pour aider les propriétaires à reboiser, mais il n'y a pas eu de concertation, ni de négociations. Les propriétaires sont mis en demeure d’effectuer les travaux et s'ils ne s'en acquittent pas ils sont expropriés (sans indemnisation) afin que l'administration forestière ou une structure ad hoc se substitue à eux.
Les bergers, vachers et chevriers, et certains paysans étaient à cette époque encore nombreux en montagne. Ils avaient trouvé dans les récents abattis de nouveaux terrains à exploiter et s'y était installé. Ces terrains se dégradaient rapidement, mais ils n'en avaient pas d'autres. Ils s'opposent donc vivement à cette loi, armes à la main parfois. Ils s'y opposent même quand les forestiers cherchent à d'abord limiter leurs boisements aux communaux considérés comme de faible valeur (landes, maquis et parcours les plus dégradés). Les prés communaux appartenaient à tous, et ils soudaient le village. Ils étaient utilisés en été pour le bétail, dont les excréments servaient de combustible et/ou d'engrais. Les villages pouvaient difficilement s'en passer.

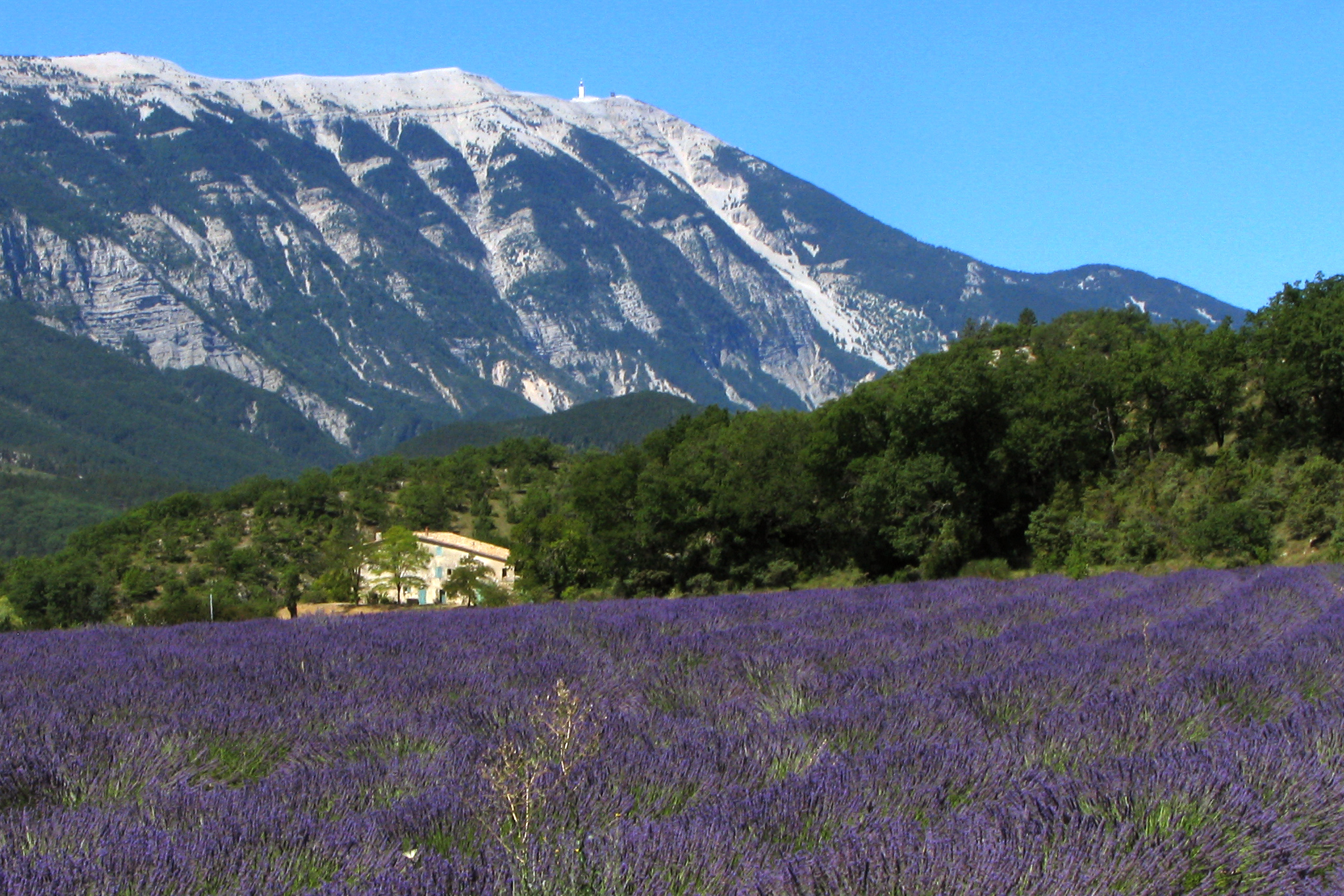
Le mont Ventoux est l'un des premiers à avoir fait l'objet d'un reboisement après que les défrichements et le pâturage par les chèvres et moutons encore accentués au XVIIe siècle ont produit des inondations de plus en plus graves et fréquentes en aval du bassin versant et la destruction des sols du mont

Sur le mont Ventoux, après un certain temps, et grâce à un nouveau maire[Lequel ?] et à la promesse de bénéfices pécuniaires apportés par les truffes qu'on implante avec les chênes truffiers, le projet emporte l'adhésion de la population. Mais ailleurs, l'administration forestière et les autorités départementales peinent à boiser. Elles n'atteignent pas leurs objectifs, même après les avoir revu à la baisse.
Afin de satisfaire les populations et communes vivant du pastoralisme, tout en limitant les dégâts de l'érosion sur le ruissellement, le gouvernement adoucit rapidement sa politique, avec une loi complémentaire votée en 1864 qui permet de réimplanter des herbages plutôt que de la forêt, à certaines conditions, et là où cela parait possible. Malgré quelques résultats spectaculaires en termes d'effets positifs sur le cycle de l'eau, la surface reboisée est alors très inférieure à ce qu'espérait le législateur.
En 1882, l'assemblée de la jeune IIIe République vote une nouvelle loi sur la restauration des terrains en montagne, qui assouplie celle de 1860 ; le reboisement ne concerne plus que les pentes où l'érosion est évidente et grave avec « dégradation du sol » et « dangers nés et actuels ». De plus, La déclaration d’utilité publique nécessite maintenant le vote d’une loi et l’expropriation est compensée par indemnisation. Entre-temps, la société montagnarde a changé. Le nombre de paysans y diminue, de même que le labour, au profit d'herbages et d'une meilleure image de la forêt. Certains forestiers recherchent un nouvel équilibre agro-sylvo-pastoral ou sylvopastoral entre des besoins qu'ils jugent plus complémentaires que contradictoires si on ne les oppose pas. Ils sont considérés par Kalaora et Savoye comme « forestiers sociologues » (par opposition aux « forestiers étatistes »). Ils sont notamment inspirés par Lucien Albert Fabre et de Le Play (polytechnicien formé par l'école des mines et sociologue paternaliste), qui écrit en 1901 : « La destruction des forêts de montagne, alors même qu'elle se justifie par l'intérêt du propriétaire, et un vrai désastre pour la population, le climat, le régime des eaux et l'exploitation des mines ; le mal n'a même plus de compensation quand le produit du défrichement est gaspillé avec une destination immorale », mais estime que la prise en compte des besoins de la société montagnarde traditionnelle est essentielle.
À la fin du XIXe siècle, le reboisement reste très difficile notamment dans les Alpes du Nord. Par exemple, l'ingénieur forestier Paul Mougin fut affecté en 1888 au « service des Reboisements » de Grenoble puis de Chambéry (en 1898 comme inspecteur adjoint et chef du Service du reboisement). Il a été 20 ans responsable de la Commission des reboisements, mais presque sans jamais pouvoir reboiser. Comme l'explique J. Messines du Sourbier en 1939, il ne faut pas oublier que « la Savoie fait partie des Alpes Vertes, et qu'à l'époque où Mougin exerçait son activité (fin du XIXe siècle...) cette province était encore très peuplée. Les terrains de culture et les pâturages faisaient défaut. Aussi la constitution de périmètres de restauration et les acquisitions de terrains par l’État étaient-elles une cause de méfiance, voire d'hostilité de la part des populations. Les séries de reboisement étaient par suite réduites à l'extrême et ne comprenaient généralement que les berges vives des torrents ». D'autres forestiers tels Félix Briot se sont d'ailleurs régulièrement opposés à Mougin en défendant un pastoralisme de montagne raisonnable (ne dégradant pas les prairies de pentes) contre le reboisement (la loi permet encore cette option comme alternative au boisement, à certaines conditions).
Finalement, plus que les trois lois successives de 1860, 1864 et 1882 imposant le reboisement, c'est la conjonction de quatre autres causes qui permettent le retour souvent spontané de la « friche » puis de la forêt sur nombre de reliefs, jusqu'en basse montagne. Ces causes sont :
1. une large et rapide diffusion du charbon puis du pétrole comme substituts au bois et charbon de bois comme combustible (moindre pression sur la forêt) ;
2. l'utilisation croissante de l'acier et d'autres métaux pour la construction navale et industrielle (d'où, là aussi une moindre pression sur la forêt) ;
3. une diminution de la pression des chèvres et moutons sur les montagnes (à la suite de l'apparition de l'élevage industriel en plaine puis à la concurrence des moutons néo-zélandais) ;
4. l'exode rural et la déprise agricole qui, du milieu du XIXe siècle au milieu du XXe siècle, dépeuplent une partie des montagnes et rendent disponibles au reboisement naturel les terres cultivées.